# かしてつバス
かしてつバスは、関東鉄道石岡営業所が運行する鹿島鉄道線廃止代替バス（BRT）の愛称。ここでは、ルートの主要経路が同一の茨城空港連絡バス石岡ルートについても記載する。

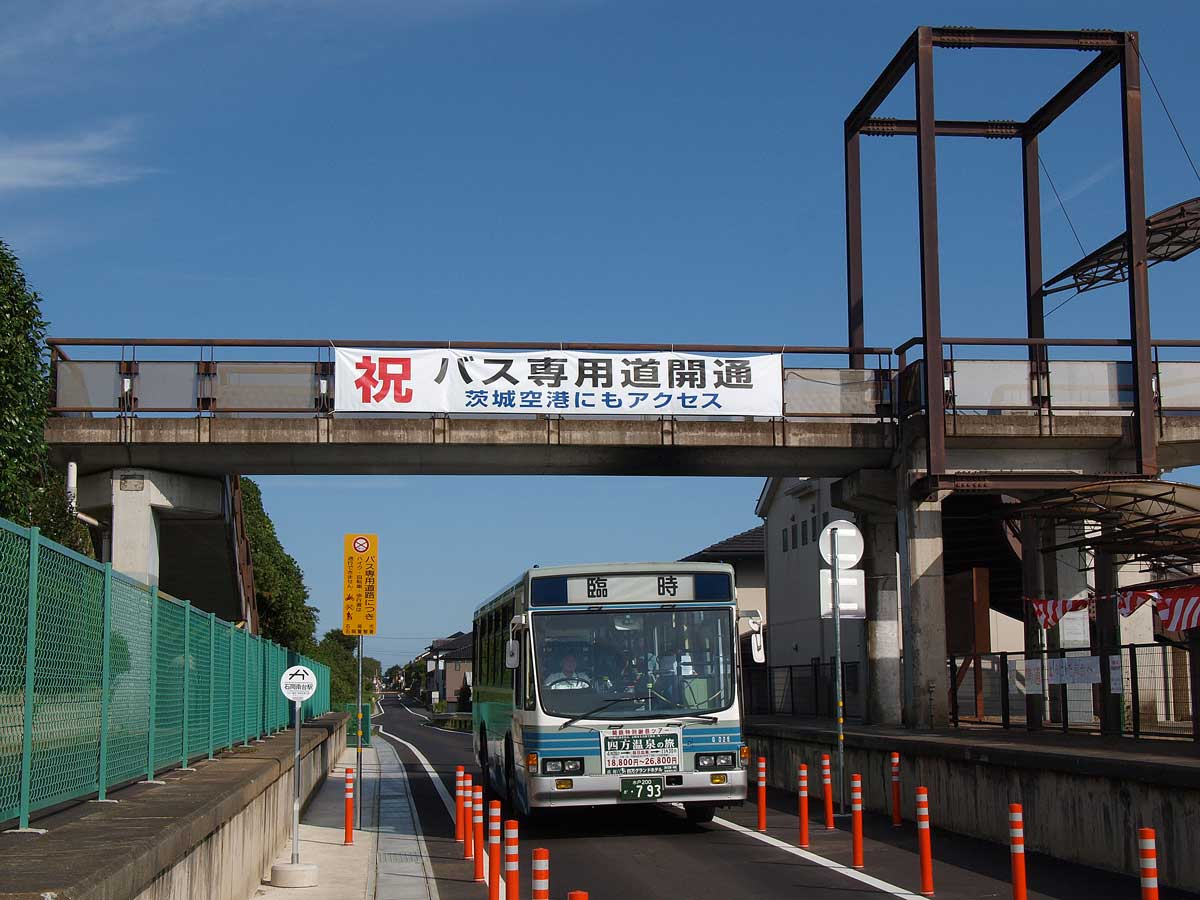
バス専用道の石岡南台駅バス停付近を走る車両

## 概要
鹿島鉄道線の廃線により2007年4月から旧鹿島鉄道線に沿って代替バスが運行されたが、石岡駅 - 小川駅間はほぼ国道355号を走っていた。石岡市にある国道6号との交点である山王台交差点は慢性的な「渋滞の名所」であり、鹿島鉄道廃止前から代替バスに対して定時運行が確保できるかが懸念されていた。実際、運行開始から石岡行きに関してはほぼ渋滞に巻き込まれており、とくに土日の午後から夕方にかけての渋滞ははなはだしく、定時性確保は困難となっていた。
このことから、山王台交差点を回避してバス運行の定時性向上のために、鹿島鉄道線跡地の石岡駅 - 小川駅間7.1キロメートルのうち石岡一高下 - 四箇村駅間の5.1キロメートルを公設民営方式でバス専用道路として整備し、2010年8月30日から「かしてつバス」の運行を開始した。これにより2010年3月の茨城空港開港により新設された「茨城空港連絡バス」の石岡ルートは、石岡駅 - 小川駅間で、経路をかしてつバスと共通の専用道を利用したルートに変更している。
専用道運行開始に伴い、一部の専用道と一般道の交差点の専用道側に遮断機が設置されて、一般車や自転車の侵入を防いでいる。この遮断機は運転士のリモコン操作により、遮断棒が上昇するようになっており、遮断機にはアンテナが設置されている。また、同時にバスロケーションシステムを導入して、バスの運行位置情報を携帯電話で知ることができるようになった。これは関東鉄道（およびグループ）バスで初めての導入である。
かしてつバスのロゴとして「か」の一文字をモチーフにしたロゴを使用している。このロゴは、かしてつバスの「か」という意味のほかに、斜めの線が筑波山、四角の部分がバスで、筑波山を背景に走るバスをイメージしたものとされている。

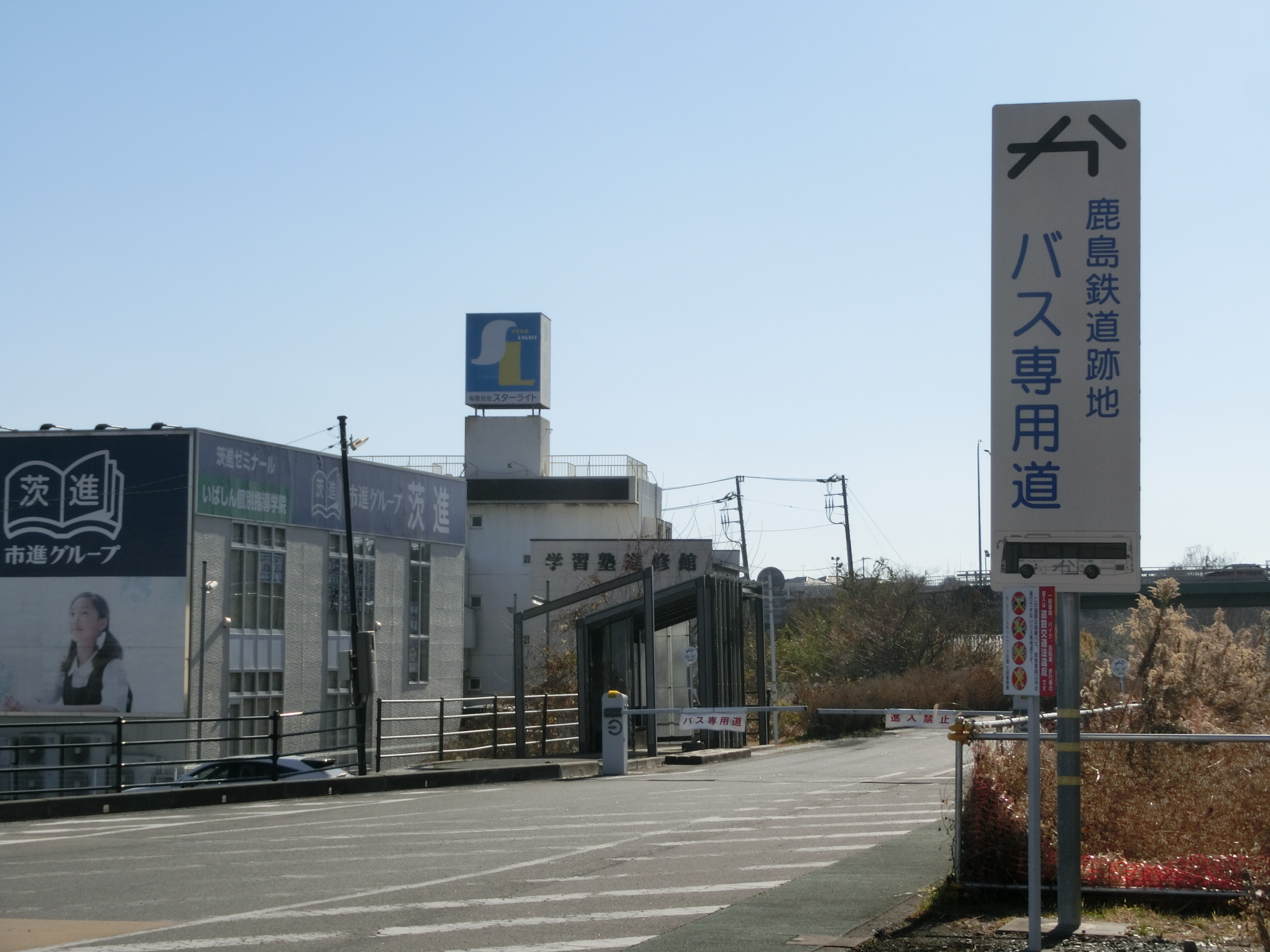
石岡駅近くの専用道入口
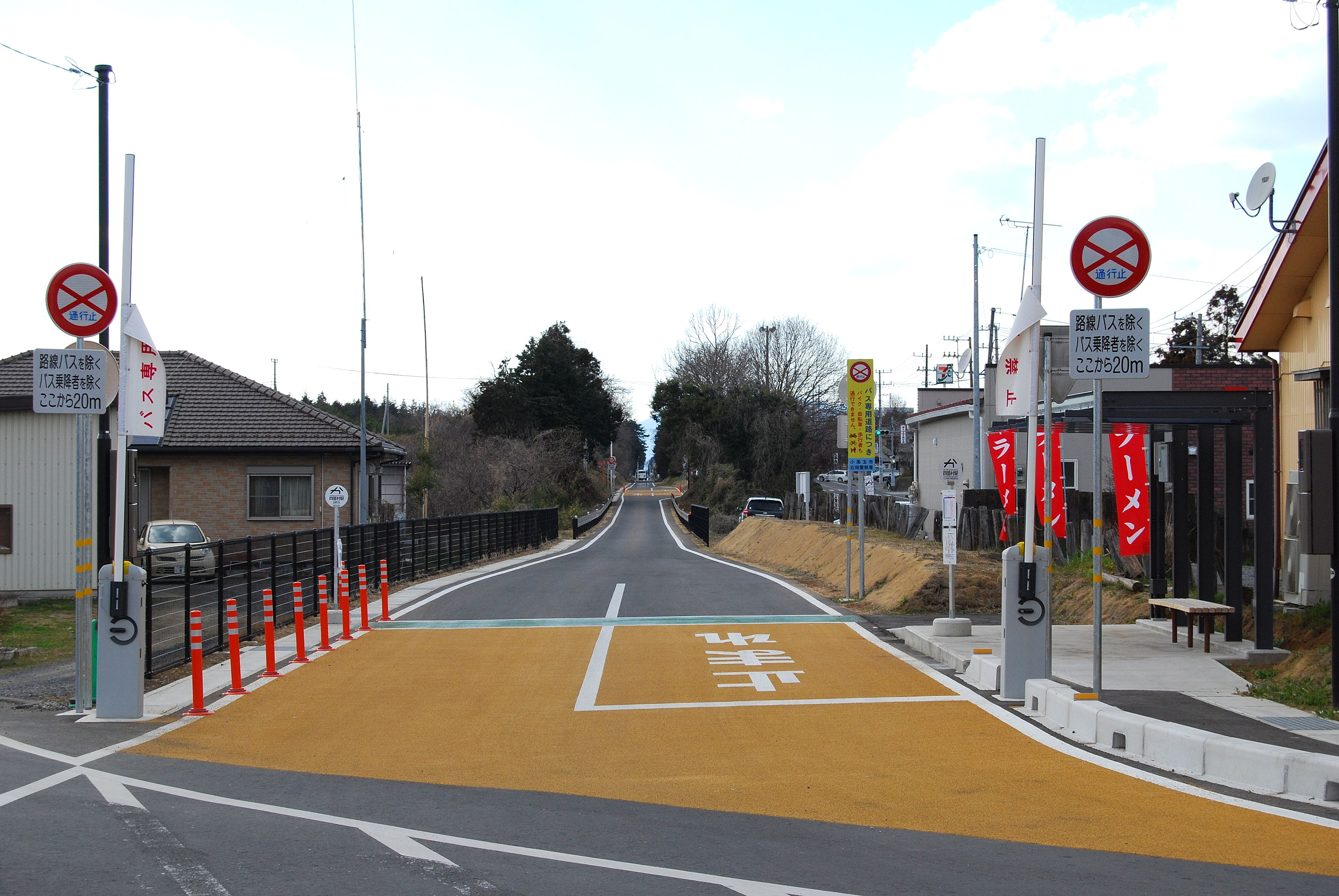
四箇村駅バス停付近の専用道入口
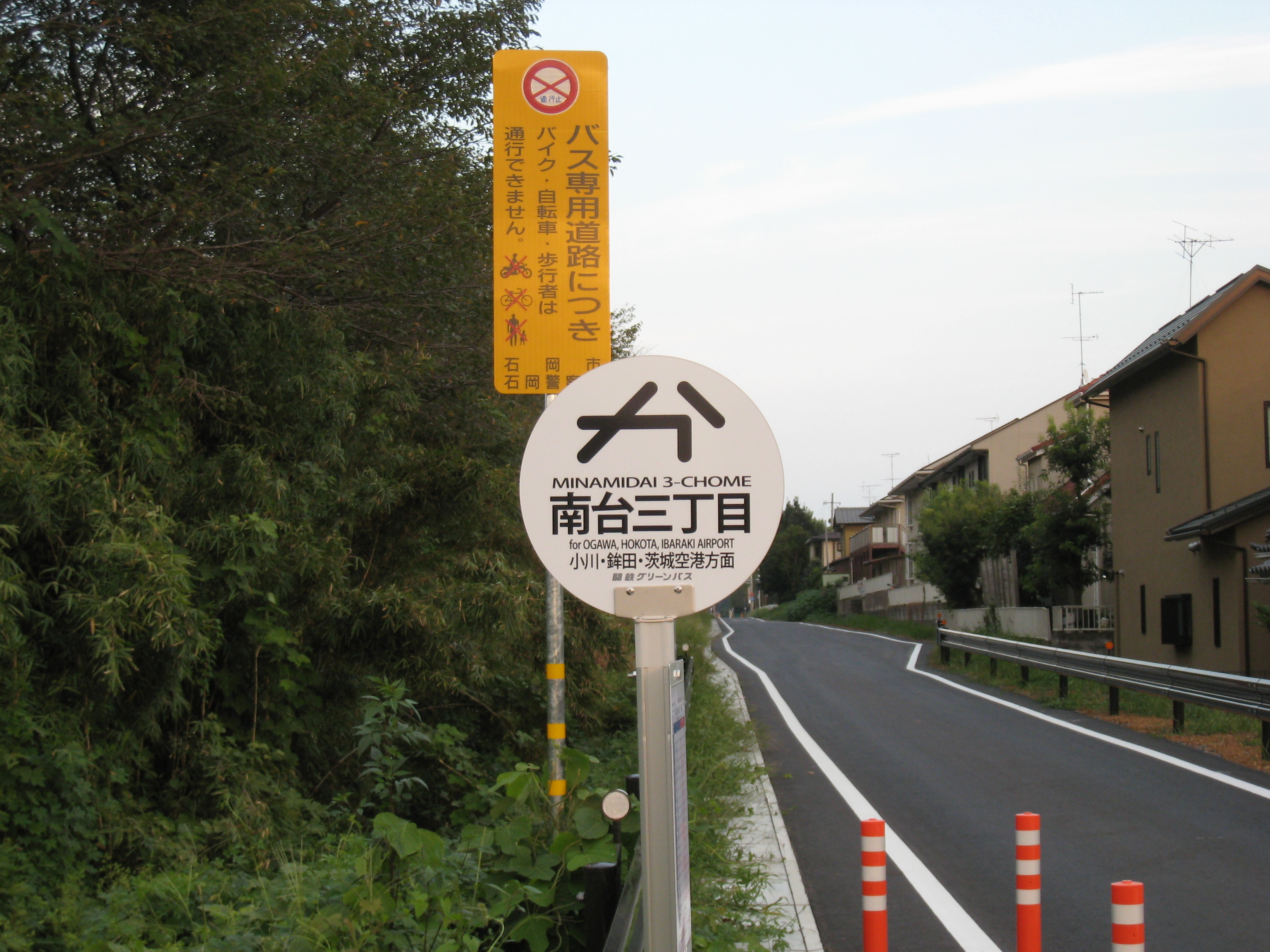
専用道上のバス停標識。「南台三丁目」の上にある「か」のロゴが、かしてつバスのロゴ。
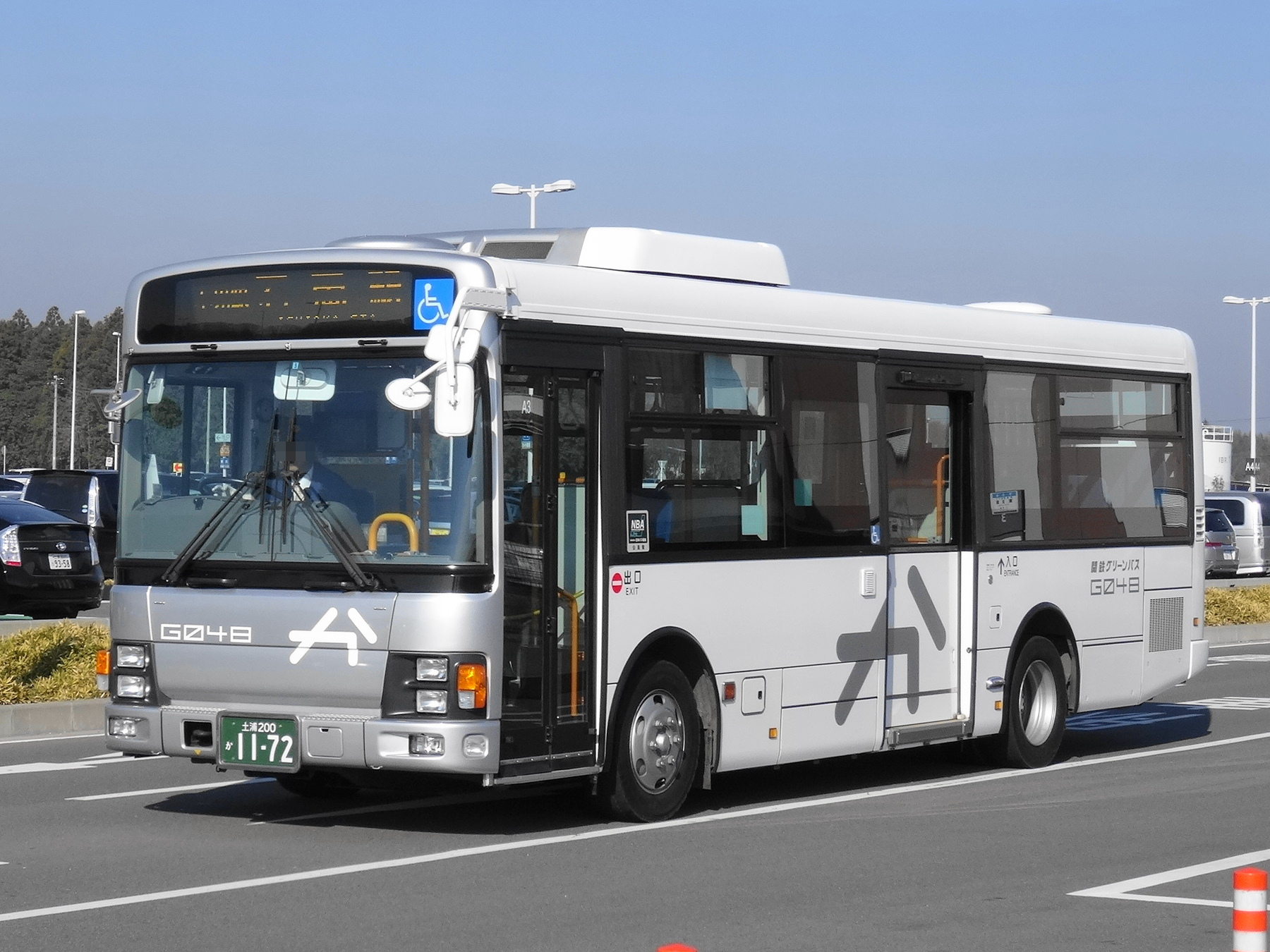
かしてつバス用車両

（出典：）

## 歴史
- 2007年（平成19年）4月1日 - 鹿島鉄道線廃止に伴い、関鉄グリーンバスにより代替バスの運行開始。当時は、石岡駅からは西口の石岡ステーションパークを始発としていた。
- 2008年（平成20年）1月 - 「かしてつ跡地バス専用道化検討委員会」を設置[4]。
- 2009年（平成21年）
  - 2月 - 「かしてつ沿線地域公共交通総合連携計画」を策定[4]。
  - 11月 - バス専用道着工[4]。
- 2010年（平成22年）8月30日 - バス専用道開通に伴い、かしてつバス実証運行開始[4]。茨城空港連絡バス石岡ルートの専用道への経路変更を実施。
- 2012年（平成24年）4月1日 - かしてつバス本格運行開始。
- 2016年（平成28年）9月1日 - 石岡駅東口に、かしてつバス専用のバスターミナル新設。これにより、従来の石岡ステーションパーク始発では、石岡一高付近の踏切を渡る必要があったが、それがなくなりより定時性が確保された。

（出典：）
- 2021年（令和3年）9月18日 - かしてつバス専用バスターミナルが工事のため、工事終了まで西口のステーションパーク発着となる。
- 2022年（令和4年）
  - 3月31日 - かしてつバス1日フリー切符販売終了[6][7][8]。
  - 7月9日 - かしてつバス専用バスターミナルの工事が完了し、元の位置からの発着に戻る。また、西口ステーションパークより発着していた水戸方面・柿岡方面・土浦方面のバスも同日よりかしてつバス専用ターミナルでの発着となり、石岡駅発着のすべてのバスが東口に集約される。
- 2024年（令和6年）7月16日 - 関鉄グリーンバスの吸収合併に伴い、関東鉄道による運行となる。

## 経路
主な停留所を記す。「=」は専用道区間を表す。 

### かしてつバス
- 石岡駅 = 石岡一高下 = 東田中駅 = 玉里駅 = 四箇村駅 - 小川駅 - 玉造駅 - 鉾田駅 - 新鉾田駅
石岡駅 - 小川駅、石岡駅 - 玉造駅、石岡駅 - 鉾田駅の区間便がある。毎年9月に石岡市で行われる常陸國總社宮大祭開催時は臨時便として、石岡駅 - 小川駅間の増便と石岡駅 - 東田中駅の区間便も運行される[9]。
- 石岡駅 → 大谷津 → 石岡商業高校 → 小川駅 → 玉造駅
朝に下り1本のみ運転。
- 石岡駅 → 石岡中学校前 → 南小学校前 → 石岡運動公園 → 東田中駅 = 石岡駅（南台循環）
平日1本のみ運転。

（出典：）

#### 旧ルート
- 石岡駅 - 南台二丁目 - 石岡商業高校 - 小川駅 - 玉造駅 - 鉾田駅
かしてつバス運行開始後、専用道経由に変更された。
- 石岡駅 → 南台二丁目 → 石岡商業高校 → 大谷津 → 石岡駅
上記大谷津先回り南台循環の逆ルート。2010年8月29日までは夕方に1本のみ運転で、平日は大谷津先回り、土曜・休日は南台先回りであった。

### 茨城空港連絡バス
石岡ルート
- 石岡駅 = 石岡一高下 = 東田中駅 = 玉里駅 = 四箇村駅 - 小川駅 - 茨城空港

#### 旧ルート
- 石岡駅 - 大谷津 - 石岡商業高校 - 茨城空港
- 石岡駅 - 大谷津 - 石岡商業高校 - 小川駅 - 茨城空港
かしてつバスが鹿島鉄道線に近い南台経由を取るのに対し、石岡ルートは大谷津経由となっていた。また、小川駅を経由しない直行便は往復とも運転されていた。

## 営業所
- 石岡営業所
- 鉾田営業所